# Halebidu

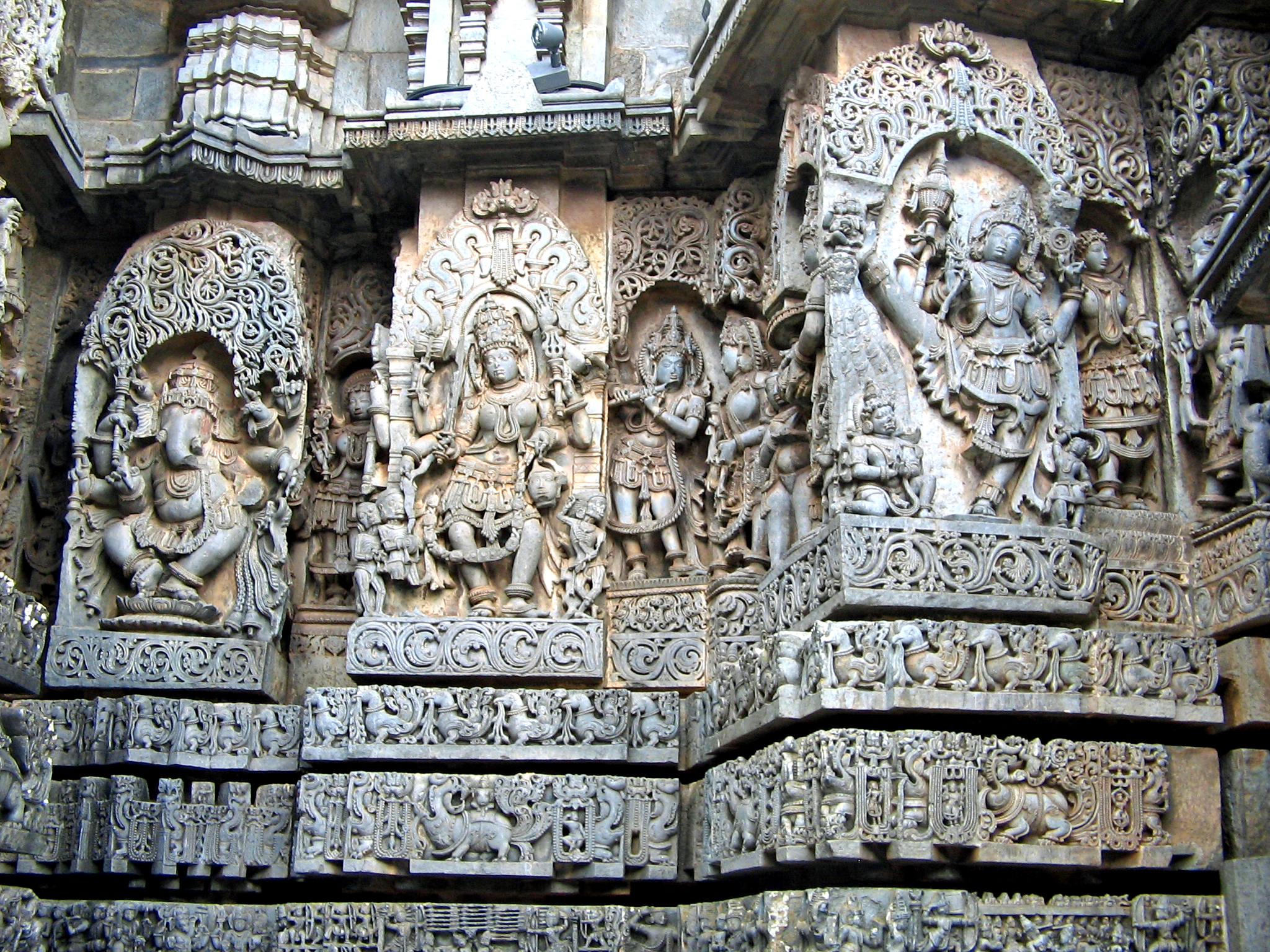
Rzeźby świątynne, styl Hojsala

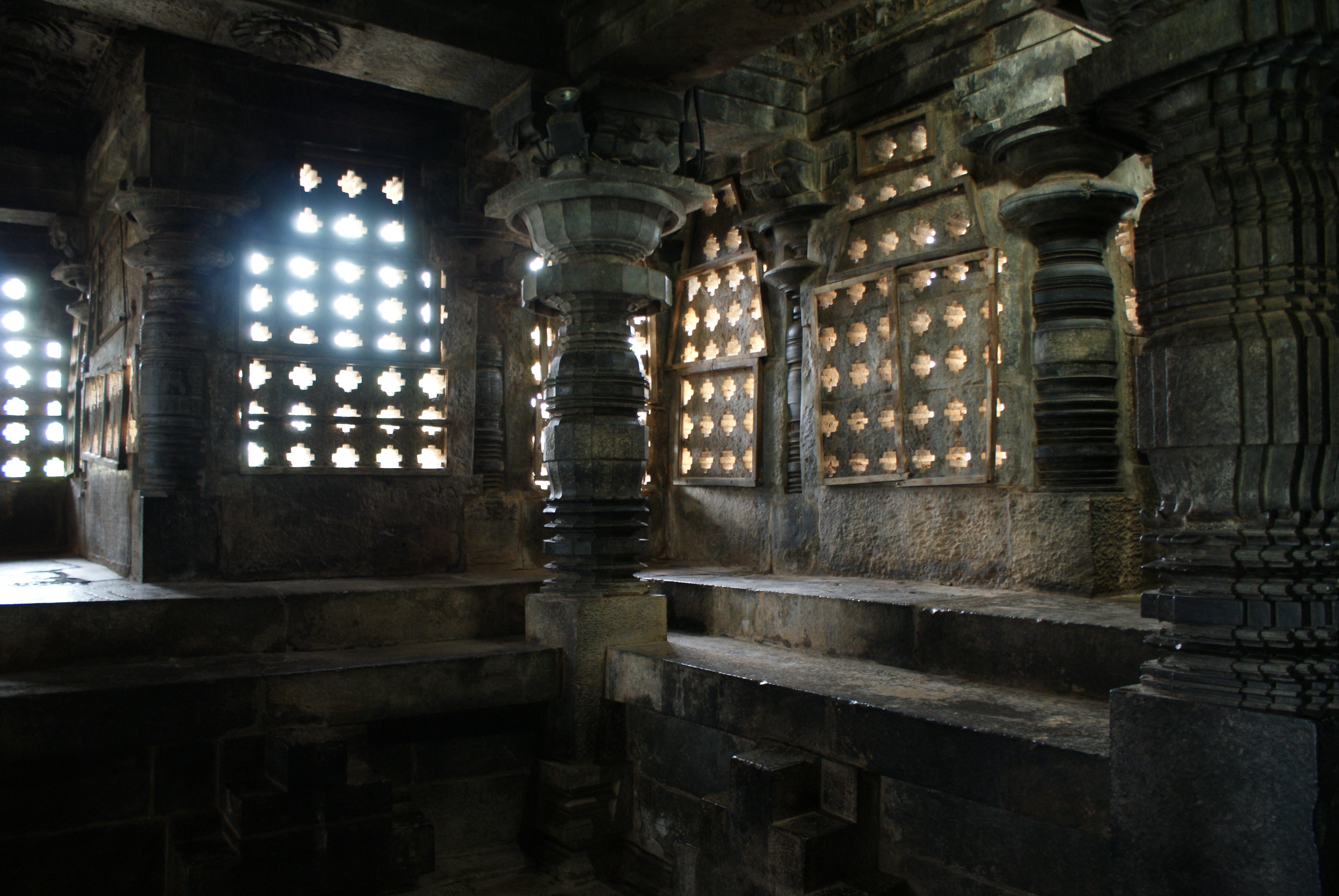
Wnętrze świątyni Hojsaleśwar w Halebidzie

Halebidu (kannada: ಹಳೆಬೀಡು) – miasto w dystrykcie Hassan (dystrykt) w indyjskim  stanie Karnataka. Halebidu był w od początku dwunastego wieku  do 1342 roku stolicą państwa Hojsalów. W mieście  założonym ok. 1000 roku przez króla sala Hojsala zachowały się jedne z najciekawszych zabytków architektury z tego okresu      (tzw. styl Hojsala).
świątynia Hojsaleśwary to trzy sanktuaria w formie gwiazdy. Poświęcono je Śiwie, Wisznu i bogu słońca Surji. Świątynię zbudowano w latach 1121-1141, ufundował ja dygnitarz z dworu Wisznuwardhaan Hojasala. W środku wysoka część dolna ozdobiona fryzami.  dachy uległy zniszczeniu, ale zachowały się liczne kolumny. Budowę ukończono w XIII wieku, na ścianie wyryto nazwiska dwóch rzeźbiarzy - Kalidasi i Kedarodża.
Kedareśwara to świątynia ku czci Śiwy. Zbudował ja w 1219 roku król Wiraballala i jego żona Abhinawa Ketaladevi. Zbudowano ją na planie gwiazdy. Ściany ozdobiono fryzami i rzeźbami. 
Niedaleko od Halebidu, w Bastihalli można zobaczyć trzy świątynie dżinijskie z XII wieku, nie tak bogato ozdobione, ale również w stylu Hojsala. Parśwanatha ku czci jednego z tirthakarów znana jest z dwunastu wewnętrznych kolumn.